# Частная война
«Частная война» (англ. A Private War) — британо-американская военная драма режиссёра Мэтта Хейнемана. В главной роли: Розамунд Пайк. Фильм номинирован на «Золотой глобус» в категориях «Лучшая актриса в драматическом фильме» и «Лучшая песня». В российский прокат фильм вышел 28 февраля 2019 года.

## Сюжет
Фильм рассказывает о военном корреспонденте, отправляющейся по долгу службы в горячие точки, чтобы осветить происходящие там события.. В основу фильма легла статья «Частная война Мэри Колвин», опубликованная в 2012 году в журнале Vanity Fair. Публикация была посвящена деятельности известной журналистки Мэри Колвин, которая работала иностранным корреспондентом британской газеты Sunday Times.

## В ролях
| Актёр            | Роль                   |
| ---------------- | ---------------------- |
| Розамунд Пайк    | Мэри Колвин            |
| Джейми Дорнан    | Пол Конрой             |
| Том Холландер    | Шон Райан              |
| Стэнли Туччи     | Тони Шоу               |
| Фэй Марсей       | Кейт Ричардсон         |
| Александра Моэн  | Зои                    |
| Грег Уайз        | профессор Дэвид Айренс |
| Никки Амука-Бёрд | Рита Уильямс           |
| Кори Джонсон     | Норм Кобёрн            |
| Фейди Эльсайед   | Мурад                  |

## Критика
Фильм получил в основном положительные оценки кинокритиков. На сайте Rotten Tomatoes фильм имеет рейтинг 89 % на основе 91 рецензий критиков со средней оценкой 7,3 из 10. На сайте Metacritic фильм получил оценку 76 из 100 на основе 28 рецензий, что соответствует статусу «в основном положительные отзывы».

## Награды и номинации
| Награда                       | Дата проведения церемонии | Категория                   | Номинант(-ы)                               | Результат |
| ----------------------------- | ------------------------- | --------------------------- | ------------------------------------------ | --------- |
| «Золотой глобус»              | 6 января 2019             | Лучшая женская роль — драма | Розамунд Пайк                              | Номинация |
| «Золотой глобус»              | 6 января 2019             | Лучшая песня                | Энни Леннокс («Requiem for A Private War») | Номинация |
| Премия Гильдии режиссёров США | 2 февраля 2019            | Лучший режиссёрский дебют   | Мэттью Хейнеман                            | Номинация |
| «Спутник»                     | 22 февраля 2019           | Лучший независимый фильм    |                                            | Номинация |
| «Спутник»                     | 22 февраля 2019           | Лучшая женская роль — драма | Розамунд Пайк                              | Номинация |
| «Спутник»                     | 22 февраля 2019           | Лучшая песня                | Энни Леннокс («Requiem for A Private War») | Номинация |